# Le Destin exécrable de Guillemette Babin
Pour plus de détails, voir Fiche technique et Distribution.
Le Destin exécrable de Guillemette Babin est un film français réalisé par Guillaume Radot sorti en 1948. L'histoire est tirée du roman de Maurice Garçon La Vie exécrable de Guillemette Babin, sorcière, publié en 1926, dont le personnage inventé par l'auteur a servi de prétexte pour faire une sorte de synthèse des procès en sorcellerie au XVIe siècle.

## Synopsis
A la fin du XVIe siècle, Guillemette Babin va être condamnée et brûlée vive comme sorcière. Le chroniqueur Charles Perrin qui ne croit pas aux sortilèges cherche à retracer son histoire...

## Fiche technique
- Titre : Le Destin exécrable de Guillemette Babin
- Réalisation : Guillaume Radot
- Scénario, adaptation : Guillaume Radot, Yves Brainville
- Assistants réalisateur : Guy Lefranc, Jean Valère
- Décors : Marcel Magniez
- Costumes : Rosine Delamare
- Photographie : Paul Cotteret
- Prises de vues : Robert Schneider
- Montage : Pierre Caillet
- Son : Louis Perrin
- Musique : Maurice Thiriet
- Production : UGC - Guillaume Radot Productions
- Format :  Son mono - Noir et blanc - 35 mm  - 1,37:1
- Genre : Drame
- Durée : 97 minutes
- Date de sortie : 
  - France : 15 octobre 1948

## Distribution
- Héléna Bossis : Guillemette Babin
- Édouard Delmont : Pierre Pasquier, le fermier
- Jean Davy : Le juge Salavert
- Germaine Kerjean : Radegonde Babin, la mère de Guillemette
- Jacky Flynt : Mathilde, servante
- Michel Barbey : Jean-François Pasquier, le fils du fermier
- Renaud Mary : Charles Perrin, le chroniqueur
- Palmyre Levasseur : Geneviève Pasquier, la femme du fermier
- Robert Seller : Louis Fouquembières, le noble
- Francette Vernillat : Guillemette enfant
- Colette Fleuriot : Clotilde, servante
- Christine Vallendier : Marie, l'amoureuse de Jean-François
- Alfred Baillou : Le geôlier
- Paul Demange : Maître Nicolas
- Jacques Torrens : Jacques, le fils du noble
- Jean Carmet : Étienne
- Jean Sylvain : L'idiot
- Jean Heuzé : Le prieur de Saint-Geniest
- Léone Nogarède : La prisonnière
- Mathevet : L'escholier
- Frédéric Rey : Le diable du sabbat
- Jacques Dufilho : Le curé
- Grégoire Gromoff : Le père de Guillemette
- Simone Bogarde : ?